# NewJeans
NewJeans (кор. 뉴진스; ром.: Nyujinseu, читается как НьюДжинс) — южнокорейская гёрл-группа, сформированная ADOR, дочерней компанией Hybe Corporation, в 2022 году. Коллектив состоит из пяти участниц: Минджи, Ханни, Даниэль, Хэрин и Хеин. Группа выпустила свой дебютный сингл «Attention» 22 июля, а одноимённый дебютный мини-альбом был выпущен 1 августа 2022 года.
NewJeans известны своим имиджем «Girl next door» и песнями 1990-х и 2000-х годов в стиле поп и R&B с влиянием различных танцевальных и клубных стилей.
NewJeans дебютировали в июле 2022 года с синглом «Attention», сингл стал их первой песней номер один в южнокорейском цифровом чарте Circle. Вскоре за ним последовали два других сингла, «Hype Boy» и «Cookie». Все синглы были включены в их одноимённый дебютный мини-альбом, выпущенный в августе 2022 года. В январе 2023 года они выпустили свой первый сингл-альбом OMG, имевший коммерческий успех. Он сопровождался двумя синглами, «Ditto» и «OMG». «Ditto» завоевала широкую популярность, став самой продолжительной песней номер один в цифровом чарте Circle и первой записью группы попавшей как в Billboard Hot 100, так и в UK Singles Chart.
Их второй мини-альбом, Get Up, достиг первого места в американском чарте Billboard 200 и разошёлся тиражом более миллиона копий в Южной Корее. Её ведущий сингл «Super Shy» стал самым высокооплачиваемым синглом группы в Billboard Global 200 (второе место), американском Billboard Hot 100 и британском чарте синглов. NewJeans получили награды «Новичок года» и были представлены в таких списках, как Time «Лидеры следующего поколения» и Forbes «Korea Power Celebrity 40». Помимо музыки, NewJeans спонсировала и сотрудничала с несколькими брендами, включая Musinsa, Levi’s, Coca-Cola, LG Electronics, Apple Inc. и McDonald's Korea.
В 2024 году группа стала основным участником внутреннего конфликта ADOR и Hybe Corporation, связанного с контролем над группой и авторскими правами на композиции из-за дебюта группы Illit, чья концепция и проект, по мнению продюсера группы Мин Хиджин, были целиком скопированы с NewJeans. После того, как Мин Хиджин покинула Hybe, NewJeans заявили свои требования и после отказа ADOR их выполнить на пресс-конференции без участия нового руководства ADOR 28 ноября 2024 года заявили об одностороннем расторжении эксклюзивных контрактов с лейблом и в дальнейшем завели собственную учётную запись в Instagram. В Hybe отказались подтвердить расформирование группы и расторжение контрактов, заявляя о переговорах и продолжая вести социальные сети группы как и ранее.
7 февраля 2025 года все пять участниц объявили, что их мнение о Hybe осталось неизменным и что в компанию они не вернутся. Они образовали новую группу под названием NJZ и под этим названием выступили на фестивале в Гонконге 23 марта 2025 года. До выступления Hybe и ADOR вызвали участниц группы в суд о незаконности расторжения контракта. 21 марта 2025 года суд встал на сторону компании, обязав участниц NewJeans выполнять условия контракта в связи с тем, что «трудно было признать наличие его нарушений со стороны ADOR». Они не согласились с этим, заявив о подаче апелляции в вышестоящий суд города Сеула. Несмотря на это группа всё же выступила в качестве хедлайнера третьего дня фестиваля в Гонконге 23 марта при полном согласии ADOR. На фестивале они представили новую песню «Pit Stop» и объявили о бессрочном перерыве в деятельности группы, скорее всего, из-за нежелания возвращаться в ADOR даже после решения суда.

## Название
Название группы, NewJeans, имеет двойной смысл. Это намекает на идею о том, что джинсы — это неподвластный времени предмет моды, и на намерение группы создать для себя неподвластный времени образ. Название также является игрой слов на фразе «новые гены», относящейся к группе, открывающей новое поколение поп-музыки.

## Карьера

### Пре-дебют
Подготовка к дебюту новой женской группы лейблом Big Hit Entertainment началась ещё в 2019 году под руководством Мин Хиджин, которая в том же году присоединилась к компании в качестве бренд-менеджера и получила широкое признание за свое художественное направление в качестве визуального директора SM Entertainment. Глобальные прослушивания проходили с сентября по октябрь 2019 года, а кастинг в группу начался с начала 2020 года. Несколько СМИ назвали их «Гёрл-группа Мин Хиджин», и первоначально запуск группы планировался на 2021 год как совместный проект Big Hit и Source Music, но позже был отложен из-за COVID-19. В конце 2021 года проект перешёл на недавно созданный независимый лейбл Hybe ADOR, после того как Мин была назначена генеральным директором лейбла. Второй раунд глобальных прослушиваний был проведен в период с декабря 2021 по январь 2022 года, а состав группы был окончательно сформирован в марте 2022 года.
До дебюта в NewJeans несколько участниц группы уже были активны в индустрии развлечений. Даниэль была постоянной участницей шоу tvN Rainbow Kindergarten, которое вышло в эфир в 2011 году. Хеин дебютировала в качестве участницы детской музыкальной группы Usso Girl в ноябре 2017 года под сценическим псевдонимом U.Jeong, прежде чем покинуть группу год спустя. В декабре 2020 года она вновь дебютировала в качестве участницы детской музыкальной группы Play With Me Club и покинула группу 3 мая 2021 года. В 2021 году Ханни и Минджи снялись в эпизодических ролях в музыкальном клипе BTS на песню «Permission to Dance».

### 2022: Дебют сNew Jeans

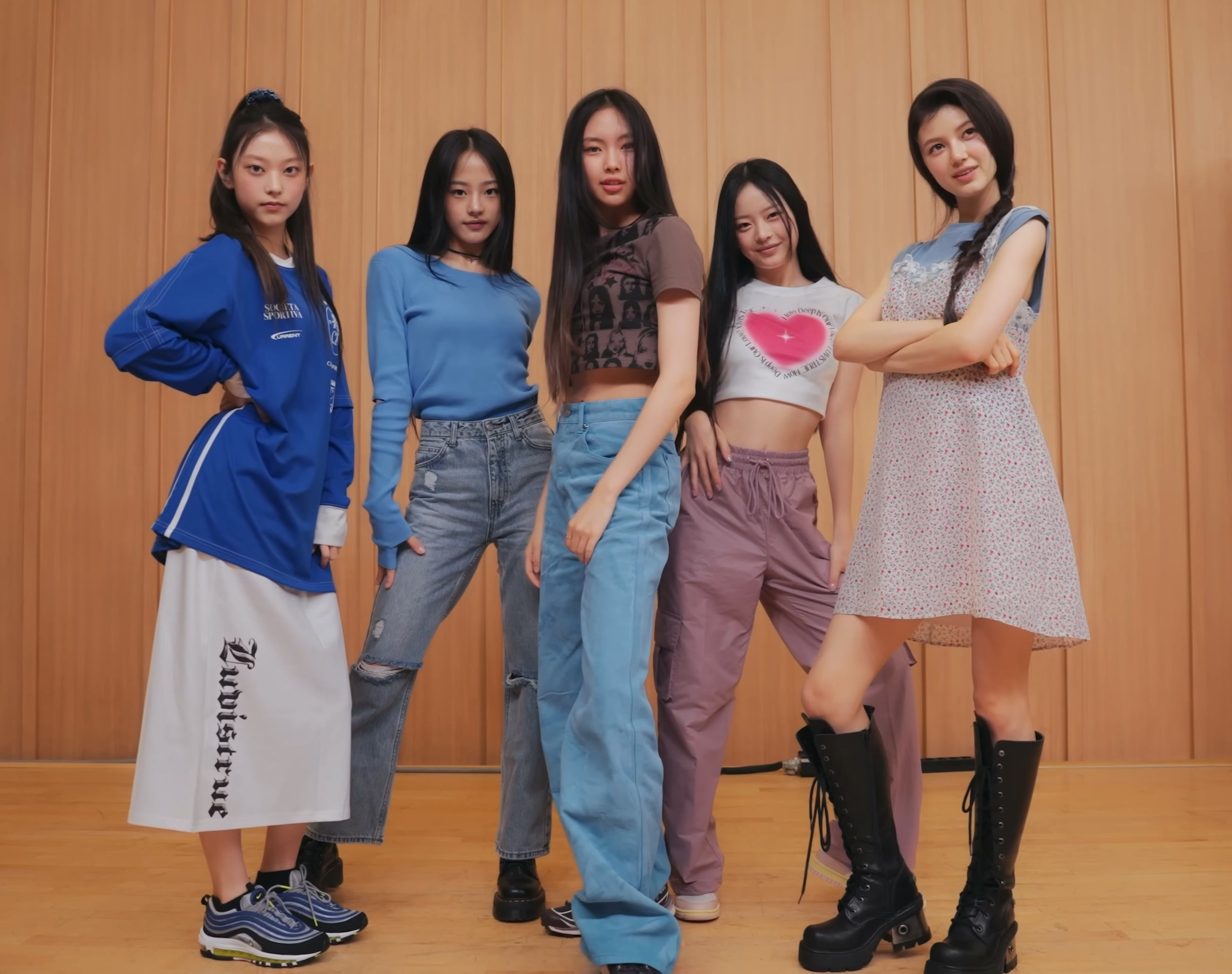
NewJeans в августе 2022 года.

1 июля 2022 года ADOR анонсировали запуск своей новой женской группы, разместив три анимационных видеоролика с номера «22», «7» и «22» в своих аккаунтах в социальных сетях, что вызвало слухи о том, что контент будет выпущен 22 июля. Группа выпустила музыкальное видео на свой дебютный сингл «Attention» 22 июля в качестве неожиданного релиза, без какой-либо предварительной рекламы или информации о составе группы.
Billboard описал этот шаг как «рискованный, но в конечном счете вдохновляющий», приписав его успех «акценту на музыке в первую очередь». Видеоклип собрал 1,3 миллиона просмотров менее чем за 24 часа, последовал анонс одноимённого четырёхтрекового мини-альбома New Jeans. 23 июля был выпущен второй сингл группы «Hype Boy», а также второй 50-ти секундный клип, раскрывающий имена участниц, дополнительно сопровождаемый четырьмя другими музыкальными клипами на песню, специфичными для взглядов участниц. Музыкальное видео на их би-сайд «Hurt» было выпущено два дня спустя. 28 июля было объявлено, что количество предварительных заказов на альбом превысило 444 000 копий за три дня.
1 августа дебютный мини-альбом группы NewJeans был выпущен в цифровом формате вместе с их третьим синглом «Cookie». Музыкальные критики положительно оценили его музыкальную составляющую, однако последний сингл подвергся критике из-за усмотренной в тексте композиции намеренной сексуализации, хотя в дальнейшем представители ADOR отрицали, что это было сделано намеренно. Группа дебютировала в эфире телеканала Mnet на M Countdown 4 августа, исполнив все три сингла со своего альбома. В первый день физического релиза, альбом разошлись тиражом 262 815 копий, побив несколько рекордов для дебюта женской группы в Южной Корее. NewJeans установили рекорд по наибольшему количеству продаж дебютного альбома за первую неделю. Согласно чарту Hanteo, группа продала 311 000 копий за первую неделю выхода альбома. С 19 августа по 12 сентября NewJeans собрали более 8,8 миллионов слушателей на Spotify, что является самым высоким показателем среди всех К-поп-групп четвёртого поколения. 10 сентября «Attention» достигла 36-го места в «Today’s Top Hits», плейлисте редакции Spotify, включающем самые популярные песни и новые релизы во всем мире. NewJeans — третий K-pop артист, добившийся этого, после Blackpink и BTS. В 2023 году коллектив стал второй по популярности группой в Spotify, обогнав Blackpink.
NewJeans были номинированы на премию «Лучшая новая женская группа года» на Genie Music Awards 2022. Две их песни, выпущенные в 2022 году, попали в список из 25 лучших K-pop композиций года по версии редакции журнала New Musical Express — «Attention» расположилась на 7 месте, а «Hype Boy» по версии журнала стала лучшей K-pop песней года: редакция описала её как «три минуты поп-совершенства», вдохновлённые музыкой таких западных коллективов 90-х годов как TLC и En Vogue и певицы Алии. Редакция Billboard же поставила песню на 6 место, описав её как глоток свежего воздуха и новое веяние в кей-попе, вдохновлённое старой западной поп- и RnB-музыкой вместо вычурного блеска, что был его отличительной чертой ранее. Аналогично — как вдохновлённую западным RnB-звучанием 90-х годов и свежее дыхание в K-pop — «Hype Boy» описала и другая журналистка New Musical Express Риан Дейли, поставив вместе с редакцией журнала трек на 26 место в списке лучших композиций за 2022 год. Песня удостоилась включения в список лучших K-pop песен многих других изданий: без точной позиции у CNN Philippines, Nylon, Teen Vogue и Time; 10 место в Her Campus и Mashable; 7 в South China Morning Post и 4 в The Korea Herald. Редакция Rolling Stone включила «Hype Boy» в топ 100 лучших песен года, расположив на 24 месте. В январе 2023 года песня стала самой прослушиваемым треком южнокорейского Spotify, обогнав предыдущего рекордсмена, трек «Butter» BTS.

### 2023—2024:OMG,Get Up, Японский дебют

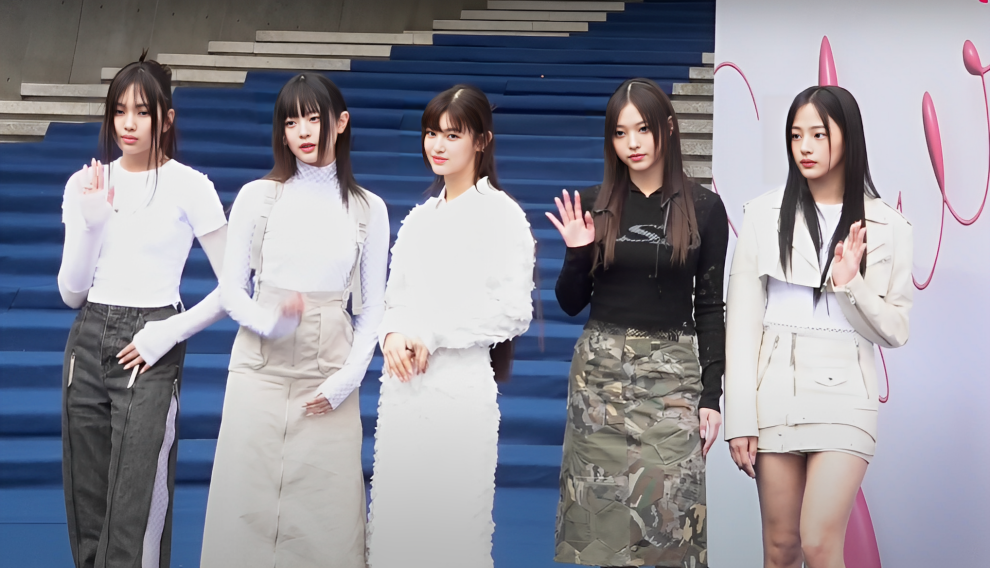
NewJeans на Сеульской неделе моды, 15 марта 2023 года.

19 декабря 2022 года NewJeans выпустили «Ditto» как ведущий сингл со своего сингл-альбома OMG. «Ditto» стала самой продолжительной песней номер один в южнокорейском цифровом чарте Circle, возглавляя чарт тринадцать недель. Песня стала первой композицией NewJeans, попавшей как в Billboard Hot 100, где она достигла 85-го места, так и в UK Singles Chart, где заняла 95-е место. Сам альбом OMG был выпущен 2 января 2023 года. Он занял первое место в чарте альбомов Circle в Республике Корея, продав в количестве 700 тысяч копий за первую неделю после выпуска,
а после релиза он занял первую позицию в альбомном топе Circle и 2 место в японском альбомном чарте Oricon. «OMG» стал вирусным на TikTok и достиг 74-й строчки в Billboard Hot 100. Рецензенты высоко оценили альбом в стиле ретро.
В феврале группу пригласили выступить на 36-м фестивале Tokyo Girls Collection.
К 1 февраля группа достигла 20 миллионов постоянных слушателей на сервисе Spotify, став третьей группой в истории K-pop с таким показателем и той, кому понадобилось меньше всего времени для этого достижения. К 14 февраля их песня «Ditto» стала самой прослушиваемой песней женской K-pop-группы в истории сервиса на территории США, обогнав совместную песню Blackpink и Селены Гомес «Ice Cream». 9 марта группа быстрее всех K-pop-исполнителей набрала миллиард прослушиваний на Spotify — для этого ей понадобилось 7 месяцев и 2 недели (219 дней) с момента дебюта. При этом к моменту достижения у них было лишь 6 песен.
В июле NewJeans провели первый фан-митинг с аншлагом под названием «Bunnies Camp» в гандбольном зале SK Olympic 1—2 июля. 21 июля группа выпустила свой второй мини-альбом Get Up. Проект будет поддержан тремя синглами: «Super Shy», «ETA» и «Cool with You», первый из которых был выпущен 7 июля вместе с би-сайдом «New Jeans», совместным с The Powerpuff Girls. Альбом стал первой записью группы и номером один в Billboard 200, что сделало NewJeans второй женской группой K-pop, возглавившей чарт после Blackpink. Альбом достиг второго места в чарте альбомов Circle и разошёлся тиражом в 1,65 миллиона копий за первую неделю после релиза, став третьим альбомом NewJeans подряд, разошедшимся тиражом более миллиона копий. Все синглы вошли в Billboard Hot 100, что сделало NewJeans первым K-pop артистом, у которой одновременно было три позиции в чарте. «Super Shy» возглавила цифровой чарт Circle и стала их самым возгдавляемым треком в нескольких международных чартах, что привело NewJeans к их первому месту в чарте Billboard Emerging Artists. Для продвижения альбома NewJeans провели живые выступления во многих странах и сотрудничали с мировыми брендами и знаменитостями. В августе они стали первой женской группой K-pop, выступившей на Lollapalooza со своим первым живым выступлением в Соединённых Штатах. В том же месяце NewJeans провели свое первое живое выступление в Японии на летнем фестивале Summer Sonic Festival.
В течение 2023 года NewJeans выпустили пять промо-синглов. В сотрудничестве с Coca-Cola они выпустили «Zero» в апреле и «Be Who You Are (Real Magic)», также с участием Джона Батиста, J.I.D и Камило, в мае. NewJeans записали «Beautiful Restriction» и «Our Night Is More Beautiful Than Your Day» для саундтреков к телесериалам «Время взывает к тебе» (2023) и «Мой демон» (2023—2024).
В октябре группа совместно с Riot Games выпустила «Gods» в качестве заглавной песни чемпионата мира по League of Legends. В декабре 2023 года NewJeans выпустили свой первый ремикс-альбом NJWMX, состоящий из песен New Jeans и OMG, ремикшированных южнокорейскими продюсерами 250 и FRNK. В конце года они стали первой женской группой K-pop, выступившей в новогоднюю рок-ночь Дика Кларка. Несколько изданий назвали NewJeans одним из самых выдающихся музыкальных коллективов 2023 года, ссылаясь на их коммерческий успех и влияние в музыке, рекламе, и индустрии моды.

### 2024: Японский дебют и конфликт c Hybe
В марте 2024 года NewJeans объявили, что в этом году они выпустят два сингла. Их первый сингл, «How Sweet», был выпущен 24 мая вместе с треком «Bubble Gum» на второй стороне. Их второй сингл «Supernatural», который вышел 21 июня, и трек на второй стороне «Right Now» станут первыми релизами NewJeans на японском языке, после чего группа начнет своё первое официальное промо в Японии, 26-27 июня в Tokyo Dome состоится встреча фанатов под названием Bunnies Camp 2024 Tokyo Dome. NewJeans также планируют выпустить альбом во второй половине 2024 года, однако релиз был отменён.
Начиная с апреля, Hybe Corporation и исполнительный продюсер NewJeans Мин Хиджин вступили в трудовой спор, в результате которого 27 августа члены совета директоров Hybe уволили Мин Хиджин с поста генерального директора ADOR. Участницы NewJeans публично выразили свою поддержку Мин Хиджин на протяжении всего конфликта, что включает в себя проведение неожиданной прямой трансляции на Youtube 11 сентября, где они подтвердили свою поддержку Мин Хиджин и важность её для их групповой идентичности. Они также подробно рассказали о предполагаемых проблемах с руководством Hybe, включая притеснения на рабочем месте, бездействие, утечку личной информации и удаление их контента на YouTube. В конце эфира NewJeans предъявили председателю Hybe Пан Сихёку ультиматум о восстановлении Мин в должности генерального директора к 25 сентября. Джон Караманика, из The New York Times, отметил, что «восстание NewJeans — один из самых громких трудовых споров в K—pop за последние годы — это похоже на настоящий разрыв. […] Это нечастый сценарий на таком уровне в K-pop». 25 сентября Hybe отклонили ультиматум NewJeans о восстановлении Мин, основываясь на их принципе отделять менеджмент от производства. Тем не менее, они подтвердили, что Мин по-прежнему остается продюсером NewJeans. Несмотря на конфликт, Мин пообещала продвигать планы NewJeans на будущее в интервью TV Asahi, заявив, что у неё «есть план по преодолению этих проблем».
15 октября Ханни выступила в качестве свидетеля во время проверки Комитета Национальной ассамблеи по охране окружающей среды и труду в Южной Корее. Показания были частью более широкого расследования культуры работы на рабочих местах в индустрии развлечений, в ходе которого основное внимание уделялось преследованиям и мерам защиты артистов. В своих показаниях Ханни заявила, что Hybe и старшие менеджеры подрывали репутацию NewJeans, и рассказала о многочисленных инцидентах, когда она и её группа подвергались дискриминации со стороны персонала. Ким Чжуён, нынешний генеральный директор ADOR, также была вызвана для дачи показаний на слушании и заявила, что будет сотрудничать в расследовании инцидента.
13 ноября агентство «Рёнхап» сообщило, что NewJeans направили в ADOR письмо, в котором говорилось, что они расторгнут свой эксклюзивный контракт с компанией, если в течение 14 дней не устранят все основные нарушения своего эксклюзивного контракта. Эта акция была спровоцирована сообщениями о том, что Hybe принимает решение отказаться от NewJeans в пользу других групп компании, в дополнение к предыдущему отклонению просьбы группы о восстановлении Мин Хиджин в должности генерального директора ADOR. 16 ноября NewJeans выиграли награду «Великий артист» на церемонии вручения премии Korea Grand Music Awards.
28 ноября NewJeans в одностороннем порядке объявили о расторжении контракта с ADOR и заявили о своем намерении продолжать использовать название NewJeans, несмотря на возможные юридические проблемы. ADOR опровергли это утверждение и заявили, что группа по-прежнему их артисты по контракту ADOR. В дальнейшем участницы группы неоднократно заявляли о недействительности контрактов, а СМИ находили подтверждение наличия у группы нового продюсера и многочисленные нарушения ADOR и Hybe Co. обещанных условий контракта и отношения к артистам в целом.
14 декабря 2024 года участницы группы завели новую учётную запись в Instagram @jeanzforfree, собрав на ней более 2 миллионов подписчиков за сутки.

## Другая деятельность

### Рекламные кампании

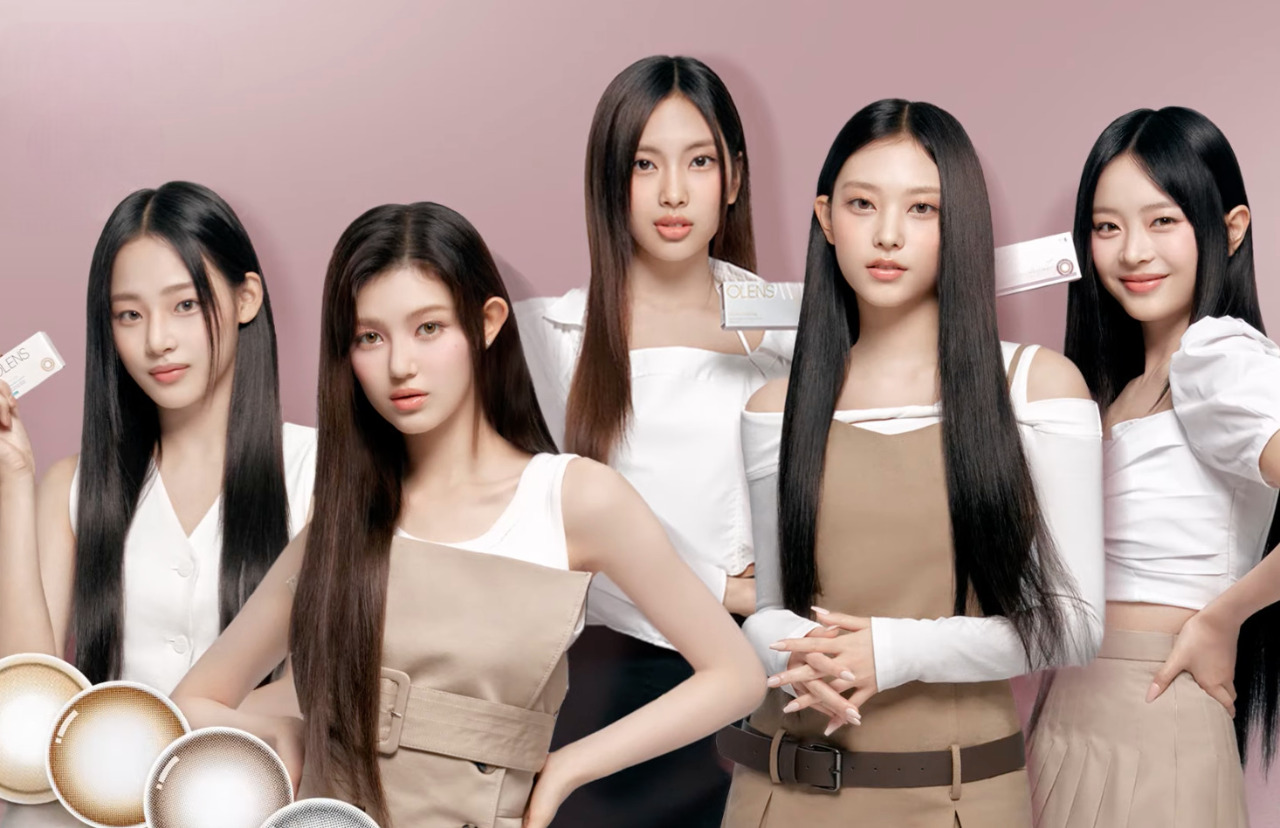
NewJeans в рекламе Olens в 2023 году.

В рекламной индустрии NewJeans сравнивают с голубыми фишками из-за их популярности и надежности; Тамар Херман, пишущая для NME, назвала их одними из «самых востребованных рекламных моделей» в конце 2023 года. Их популярность объясняется их заметным влиянием на различные поколения, в частности поколение Z, как в Южной Корее, так и за рубежом, что побудило южнокорейские бренды, такие как Musinsa и Lotte Wellfood назначить NewJeans послами для проведения рекламных кампаний за рубежом. По оценкам Чосон ильбо, к апрелю 2023 года группа заработала в общей сложности 10 миллиардов йен на своей работе в отрасли. NewJeans представляли Levi’s, магазин модной одежды Musinsa, бренд контактных линз Olens, ювелирный бренд Stonehenge и бренд очков Carin. Они были глобальными послами Coca-Cola Zero, ноутбука Gram от LG Electronics и Pepero от Lotte. На протяжении своей карьеры NewJeans также появлялись в местных и международных рекламных кампаниях SK Telecom, продвигая iPhone 14 Pro и iPhone 15 Pro, Air Max от Nike, 5252 от OiOi, Shinhan Bank, Megastudy, Pinkfong, McDonald’s Korea, Универмаг Hyundai, и Lotte. В феврале 2023 года NewJeans стали послами по связям с общественностью города Сеул и были назначены почетными послами Сеульской недели моды.
В марте 2024 года они были назначены послами таможенным управлением международного аэропорта Инчхон. NewJeans также сотрудничали с Korea Craft и Фонд дизайна, филиал Министерства культуры, спорта и туризма, занимается продвижением ханджи.

### Филантропия
В декабре 2022 года было объявлено, что NewJeans и ADOR будут ежегодно жертвовать часть прибыли от продаж альбомов группы благотворительному фонду Snail of Love для финансирования операций по кохлеарной имплантации и логопедического лечения слабослышащих.
В следующем году ADOR и NewJeans присоединились к клубу душевных лидеров Snail of Love, пожертвовав в общей сложности более 99 миллионов йен. В феврале 2023 года NewJeans и ADOR пожертвовали 200 миллионов йен Всемирной продовольственной программе для оказания помощи жертвам землетрясения, которое произошло в Турции и Сирии.

## Имидж и влияние

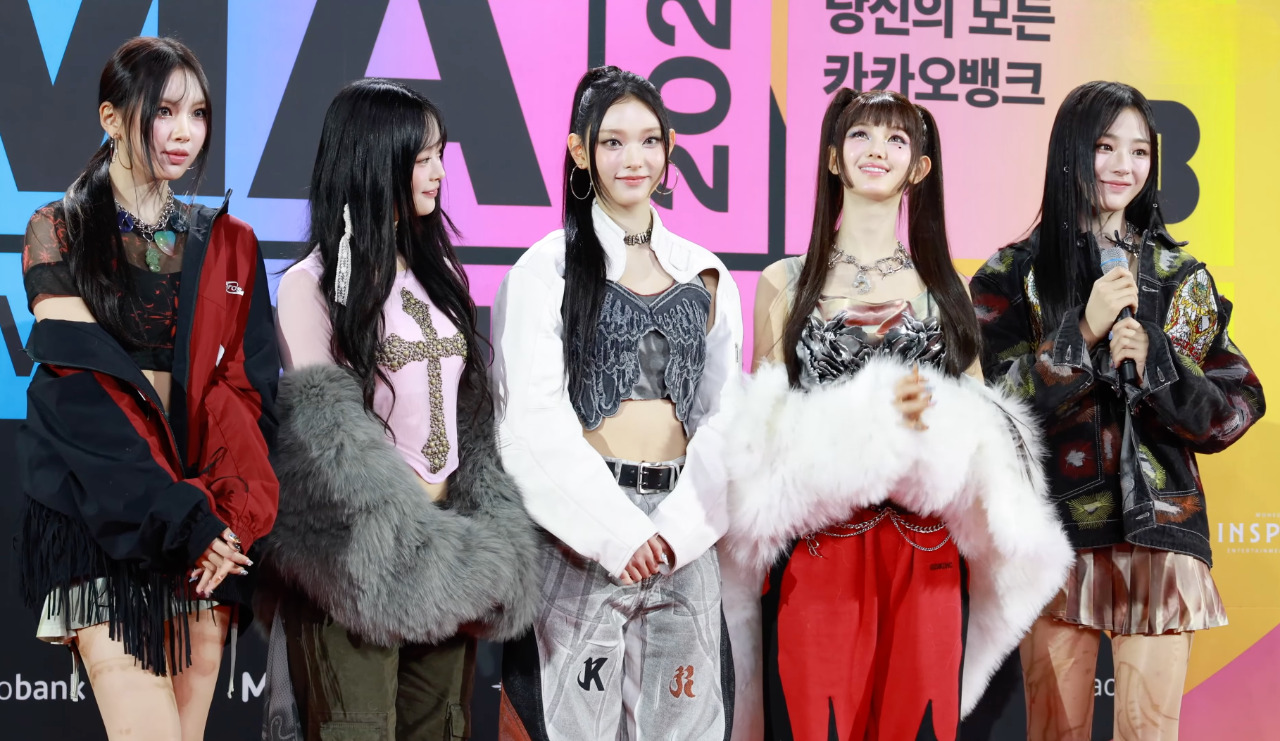
NewJeans на премии Melon Music Awards, 2 декабря 2023 года.

NewJeans фигурировали в многочисленных рейтингах влиятельности, включая Korea Power Celebrity 40 от Forbes и 30 Under 30 — Asia (Развлечения и спорт). Вместе с Лим Ёнун NewJeans возглавили опрос Gallup «Артист года в Корее» в 2023 году. После своего дебюта NewJeans завоевали множество наград новичка на Golden Disk Awards, Korean Music Awards, Melon Music Awards, и Seoul Music Awards. На церемонии вручения премии MAMA Awards 2023 NewJeans стали первой женской группой за двенадцать лет, получившей награду «Артист года», и третьей женской группой в истории, получившей награду, после 2NE1 в 2010 году и Girls' Generation в 2011 году.

## Участницы
Участницы не имеют официальных позиций, кроме Хеин
| Сценический псевдоним | Сценический псевдоним | Настоящее имя | Настоящее имя   | Дата рождения | Позиция в группе |
| Основной              | Другой                | На русском    | Хангыль/Куокнгы | Дата рождения | Позиция в группе |
| --------------------- | --------------------- | ------------- | --------------- | ------------- | ---------------- |
| Минджи                | Minji                 | Ким Мин Джи   | 김민지          | 07.05.2004    | -                |
| Ханни                 | Hanni                 | Фам Нгок Хан  | Phạm Ngọc Khan  | 06.10.2004    | -                |
| Даниэль               | Danielle              | Мо Джи Хе     | 모지혜          | 11.04.2005    | -                |
| Хэрин                 | Haerin                | Кан Хэ Рин    | 강해린          | 15.05.2006    | -                |
| Хеин                  | Hyein                 | Ли Хе Ин      | 이혜인          | 21.04.2008    | Макнэ            |

## Дискография

### Мини-альбомы
- New Jeans (2022)
- Get Up (2023)

## Фильмография
- New Jeans Code in Busan[англ.] (2022)

### Комментарии
1. ↑  Бессрочный перерыв в деятельности
2. ↑  Переименован в Hybe Corporation в марте 2021.